# David Pike (Literaturwissenschaftler)
David Pike (geboren 9. August 1950) ist ein US-amerikanischer Literaturwissenschaftler.

## Leben
David Pike studierte Germanistik und wurde an der Stanford University promoviert. Pike forscht zur deutschen Literatur und zur Kulturpolitik im 20. Jahrhundert. Er konnte 1976 während zwölf Monaten in Moskau und während sechs Monaten 1979 in Ost-Berlin Archivbestände der deutschen literarischen Emigranten einsehen, der Forschungsaufenthalt wurde von der Hoover Institution und dem International Research & Exchanges Board (IREX) gefördert. Die 1980 veröffentlichte Studie widmete er Katharina Mommsen und Momme Mommsen. Der erste Teil seiner Arbeit über Bertolt Brecht erschien zunächst 1982 im Brecht Yearbook, zusammen mit dem Lukács-Porträt herausgegeben, widmete er das Buch dem 1984 verstorbenen Schriftsteller Franz Fühmann. Bei seiner  Arbeit zur sowjetischen Kulturpolitik in der SBZ waren ihm die Archive in der DDR verschlossen, er konnte erst nach der politischen Wende 1989 einen Einblick nehmen und seine Arbeit überarbeiten. Pike war 2001 am Zentrum für Zeithistorische Forschung in Potsdam an einem internationalen Projekt zur Erschließung von Aktenbeständen der Sowjetischen Militäradministration in Deutschland beteiligt.
Pike lehrte als Professor an der University of North Carolina at Chapel Hill Literatur des 20. Jahrhunderts.

## Schriften
- Prolegomena to the study of german writers in Soviet exile, 1929–1945. 1979
- German writers in Soviet exile 1933–1945. Chapel Hill ; Univ. of North Carolina Press ; 1982 ISBN 0-8078-1492-X
  - Deutsche Schriftsteller im sowjetischen Exil : 1933–1945. Autorisierte Übersetzung aus dem Amerikanischen von Lore Brüggemann. Frankfurt am Main : Suhrkamp, 1981  ISBN 3-518-03855-9
- Lukács and Brecht. Chapel Hill, NC : Univ. of North Carolina Press, 1985 ISBN 0-8078-1640-X
  - Lukács und Brecht. Übersetzung Lore Brüggemann. Tübingen : M. Niemeyer, 1986 ISBN 3-484-35016-4
- The Politics of Culture in Soviet-Occupied Germany, 1945–1949. Stanford University Press, 1992 ISBN 0-8047-2093-2